# Голышин (Польша)
Голы́шин (пол. Gołyszyn) — село в Польше в сельской гмине Скала Краковского повета Малопольского воеводства.

## География
Село располагается в 6 км от административного центра гмины города Скала и в 23 км от административного центра воеводства города Краков.
В 1975—1998 годах село входило в состав Краковского воеводства.

## Население
По состоянию на 2013 год в селе проживало 262 человека.
| Перепись  | Всего   | Всего | Женщины | Женщины | Мужчины | Мужчины |
| --------- | ------- | ----- | ------- | ------- | ------- | ------- |
| Единицы   | человек | %     | человек | %       | человек | %       |
| Население | 262     | 100   | 126     | 48,09   | 136     | 51,91   |